# E3 Prijs Harelbeke 1970
L'E3 Prijs Harelbeke 1970, tredicesima edizione della corsa, si svolse il 21 marzo su un percorso di 210 km, con partenza ed arrivo a Harelbeke. Fu vinta dal belga Daniel Van Ryckeghem della squadra Mann-Grundig davanti ai connazionali Roger De Vlaeminck e Roger Rosiers.

## Ordine d'arrivo (Top 10)
| Pos. | Corridore              | Squadra                  | Tempo    |
| ---- | ---------------------- | ------------------------ | -------- |
| 1    | Daniel Van Ryckeghem   | Mann-Grundig             | 5h01'00" |
| 2    | Roger De Vlaeminck     | Flandria-Mars            | s.t.     |
| 3    | Roger Rosiers          | Bic                      | s.t.     |
| 4    | Gerard Vianen          | Caballero-Laurens        | s.t.     |
| 5    | Julien Stevens         | Faemino-Faema            | s.t.     |
| 6    | Willy Van Neste        | Mann-Grundig             | s.t.     |
| 7    | Eric Leman             | Flandria-Mars            | s.t.     |
| 8    | Eddy Peelman           | Fagor-Mercier-Hutchinson | s.t.     |
| 9    | Frans Melckenbeeck     | Goldor-Fryns             | s.t.     |
| 10   | Georges Van Den Berghe | Faemino-Faema            | s.t.     |